# Europees kampioenschap hockey vrouwen 2003
Het Europees kampioenschap hockey vrouwen 2003 had plaats van maandag 1 september tot en met zaterdag 13 september 2003 in het Estadío Pau Negre in Barcelona, Spanje. Het was de zesde editie van dit internationale sportevenement, dat voor het eerst tegelijkertijd werd georganiseerd met de Europese titelstrijd van de mannen. Het toernooi stond onder auspiciën van de Europese hockeyfederatie (EHF). Titelverdediger was Nederland, dat voor de derde keer op rij het toernooi wist te winnen.

## Selecties

### Nederland
1. Clarinda Sinnige
2. Lisanne de Roever
3. Macha van der Vaart
4. Fatima Moreira de Melo
5. Jiske Snoeks
6. Maartje Scheepstra
7. Miek van Geenhuizen
8. Sylvia Karres
9. Mijntje Donners

1. Ageeth Boomgaardt
2. Sabine Romkes
3. Minke Smabers
4. Minke Booij
5. Janneke Schopman
6. Chantal de Bruijn
7. Lieve van Kessel
8. Kim Lammers
9. Femke Kooijman

- Bondscoach: Marc Lammers
- Assistent: Carel van der Staak
- Manager/trainer: Alyson Annan
- Dokter: Jessica Gal
- Fysio: Sjoerd van Daalen
- Fysio: Marc van Nieuwenhuizen
- Videoman: Lars Gillhaus
- Mental coach: Bill Gillissen

## Uitslagen voorronde

### Groep A
| Team         | G | W | GL | V | P  | DV | DT |
| ------------ | - | - | -- | - | -- | -- | -- |
| Nederland    | 5 | 5 | 0  | 0 | 15 | 40 | 1  |
| Spanje       | 5 | 4 | 0  | 1 | 12 | 16 | 3  |
| Schotland    | 5 | 2 | 0  | 3 | 6  | 9  | 16 |
| Frankrijk    | 5 | 2 | 0  | 3 | 6  | 6  | 15 |
| Azerbeidzjan | 5 | 1 | 1  | 3 | 4  | 6  | 17 |
| Rusland      | 5 | 0 | 1  | 4 | 1  | 3  | 27 |

| Azerbeidzjan | Rusland      | 1 - 1  |
| Frankrijk    | Nederland    | 0 - 7  |
| Schotland    | Spanje       | 0 - 3  |
| Rusland      | Schotland    | 2 - 6  |
| Nederland    | Azerbeidzjan | 12 - 1 |
| Spanje       | Frankrijk    | 5 - 1  |
| Schotland    | Nederland    | 0 - 7  |
| Azerbeidzjan | Frankrijk    | 1 - 2  |
| Rusland      | Spanje       | 0 - 6  |
| Frankrijk    | Schotland    | 1 - 2  |
| Spanje       | Azerbeidzjan | 1 - 0  |
| Nederland    | Rusland      | 12 - 0 |
| Schotland    | Azerbeidzjan | 1 - 3  |
| Rusland      | Frankrijk    | 0 - 2  |
| Nederland    | Spanje       | 2 - 1  |

### Groep B
| Team      | G | W | GL | V | P  | DV | DT |
| --------- | - | - | -- | - | -- | -- | -- |
| Engeland  | 5 | 5 | 0  | 0 | 15 | 26 | 1  |
| Duitsland | 5 | 4 | 0  | 1 | 12 | 25 | 9  |
| Ierland   | 5 | 2 | 1  | 2 | 7  | 4  | 9  |
| Oekraïne  | 5 | 1 | 2  | 2 | 5  | 13 | 20 |
| Italië    | 5 | 1 | 1  | 3 | 4  | 8  | 22 |
| Wales     | 5 | 0 | 0  | 5 | 0  | 2  | 17 |

| Duitsland | Oekraïne  | 8 - 3 |
| Ierland   | Wales     | 1 - 0 |
| Engeland  | Italië    | 8 - 0 |
| Italië    | Ierland   | 1 - 2 |
| Wales     | Duitsland | 0 - 4 |
| Oekraïne  | Engeland  | 0 - 5 |
| Engeland  | Wales     | 5 - 0 |
| Duitsland | Ierland   | 4 - 0 |
| Oekraïne  | Italië    | 4 - 4 |
| Engeland  | Duitsland | 5 - 1 |
| Oekraïne  | Ierland   | 1 - 1 |
| Wales     | Italië    | 0 - 2 |
| Wales     | Oekraïne  | 2 - 5 |
| Ierland   | Engeland  | 0 - 3 |
| Italië    | Duitsland | 1 - 8 |

## Uitslagen eindfase
| Om plaats 9 t/m 12 | Om plaats 9 t/m 12 | Om plaats 9 t/m 12                      |
| ------------------ | ------------------ | --------------------------------------- |
| Azerbeidzjan       | Wales              | 2-1                                     |
| Italië             | Rusland            | 1-4                                     |
| Om plaats 5 t/m 8  |                    |                                         |
| Schotland          | Oekraïne           | 2-3                                     |
| Ierland            | Frankrijk          | 4-2                                     |
| Halve finale       |                    |                                         |
| Nederland          | Duitsland          | 5-1                                     |
| Engeland           | Spanje             | 1-1 ( Spanje wint na strafballen (3-4)) |

## Finalewedstrijden
| Om plaats 11 | Om plaats 11 | Om plaats 11 |
| ------------ | ------------ | ------------ |
| Wales        | Italië       | 2-3          |
| Om plaats 9  |              |              |
| Rusland      | Azerbeidzjan | 2-3          |
| Om plaats 7  |              |              |
| Frankrijk    | Schotland    | 1-2          |
| Om plaats 5  |              |              |
| Oekraïne     | Ierland      | 3-0          |
| Om plaats 3  |              |              |
| Duitsland    | Engeland     | 3-1          |
| Finale       |              |              |
| Nederland    | Spanje       | 5-0          |

| Europees kampioen 2003 |
| ---------------------- |
|                        |
| Nederland Vijfde titel |

## Eindrangschikking
| rang   | land         |
| ------ | ------------ |
| Goud   | Nederland    |
| Zilver | Spanje       |
| Brons  | Duitsland    |
| 4      | Engeland     |
| 5      | Oekraïne     |
| 6      | Ierland      |
| 7      | Schotland    |
| 8      | Frankrijk    |
| 9      | Azerbeidzjan |
| 10     | Rusland      |
| 11     | Italië       |
| 12     | Wales        |

NB: Nederland plaatste zich door dit resultaat voor Olympische Spelen in Athene (2004)

## Topscorers
- In onderstaand overzicht zijn alleen de speelsters opgenomen met zes of meer treffers achter hun naam.

| № | Naam              | Land      | Goals | SC | SB |
| - | ----------------- | --------- | ----- | -- | -- |
| 1 | Mijntje Donners   | Nederland | 13    |    |    |
| 2 | Ageeth Boomgaardt | Nederland | 7     |    |    |
| 3 | Georgia Carradori | Italië    | 6     |    |    |
|   | Kim Lammers       | Nederland | 6     |    |    |
|   | Fanny Rinne       | Duitsland | 6     |    |    |
|   | Jane Smith        | Engeland  | 6     |    |    |

1984 · 1987 · 1991 · 1995 · 1999 · 2003 · 2005 · 2007 · 2009 · 2011 · 2013 · 2015 · 2017 · 2019 · 2021 · 2023